# 이유형 (1768년)
이유형(李惟馨, 1768년 1월 15일 ~ 1812년 6월 19일 혹은 6월 22일)은 조선 후기의 무신, 군인이다. 자(字)는 덕승(德承), 덕승(德升)이고, 본관은 우계(羽溪)이다. 경기도 과천 출신.
내금위에 복무하다가 한량 내금위로 병조의 천거를 받았다. 이후 금위영 초관을 거쳐 부사용으로 재직 중 1801년(순조 1) 별시무과에 을과로 급제, 금위영 소관의 초관, 금위영 중사좌부중 초관 등을 역임했다. 1812년 금위영 좌부중사중 초관으로 재직 중 사망했다.

## 생애
경기도 과천 주남 출신으로 증조부는 통덕랑 이봉지(李鳳至)이고, 할아버지는 이최구(李最耈), 아버지는 광릉참봉과 통덕랑을 역임한 이종눌(李宗訥)이고, 어머니는 전의이씨(全義李氏)로, 이조판서 약포 이해수(藥圃 李海壽)의 5대손 이후(李王+后+土)의 딸이다.
전라도병마절도사로 남원성 전투에서 전사한 충장공 이복남의 7대손이며, 병마절도사 충민공 이태망의 4대손이다. 형제로는 형 이유원(李惟元)이 있는데, 초명은 이유성(李惟城)이었다가 뒤에 유원으로 개명하였다.
아버지 이종눌은 광릉참봉에 특별 제수되고, 뒤에 통덕랑을 역임했다. 이유형의 무과방목 기록에는 아버지 품계는 통덕랑으로 나온다. 종눌의 본부인 청주 한씨(淸州韓氏)는 종부시직장(直長) 한덕룡(韓德龍)의 딸로 서평부원군 한준겸의 5대손인데 자녀가 없고, 전의이씨 이후의 딸과 재혼하여 그를 얻었다.
한량 내금위(閑良內禁衛)로 복무 중 1793년(정조 17) 8월 2일 병조에서 18인의 무사와 25인의 무사를 추천하여 철전(鐵箭)을 이습하게 하고 시예(試藝)시킬 것을 상주하였다. 이후 금위영 초관(哨官)으로 재직했다. 1795년 3월 1일 정조가 친히 금위영의 군관의 실력을 시험할 때 육량시(六兩)에서 우수한 성적을 받아 목사초(木四疋)를 받았다. 금위영 권무군관이 되었다.
그해 3월 10일 정조가 친히 무관의 총쏘기, 활쏘기, 기예를 시험할 때 권무군관으로, 육량에서 1시는 131보, 2시는 133보, 3시는 120보 쏘았으므로 각각 목 4필씩을 사급받았다. 바로 동 3월 10일 성적이 우수한 군관에게 관직을 제수, 겸사복에 임명되었다.
부사용(副司勇)으로 재직 중 1801년(순조 1년) 4월 24일부터 4월 28일 신유(辛酉) 증광시(增廣試)에 을과(乙科) 1위 4등으로 합격하였다. 그가 응시할 당시 무과의 교구로는 편전 3시 130보 1순 1중(片箭三矢一百三十步一巡一中), 기추 1차 1중(騎蒭一次一中), 과녁 5시 130보 1순 1중(貫革五矢一百三十步一巡一中), 유엽전 5시 120보 1순 1중(柳葉箭五矢一百二十步一巡一中), 조총 3병 1순 1중(鳥銃三柄一巡一中), 편추 1차 1중(鞭蒭一次一中), 강서 조이상(講書粗以上), 취 1기(取一技) 등이었다.
1811년 1월 8일 가주서 조경진(趙璟鎭)이 순조의 왕명을 받아 무사를 시험할 때, 금위영소관(禁衛營所管)의 초관(哨官)으로 영군(領軍) 입직자 12명을 지휘하였다. 금위영 좌부 중사중 초관(左部中司中 哨官)으로 재직 중 1812년 6월 사망했다.
족보에는 6월 19일에 사망했다고 하나, 금위영등록에는 6월 22일에 사망했다 한다. 1812년 6월 22일 금위영 좌부중사중 초관 망이유형이 죽어 그를 대신할 사람으로 출신 이한정 서장보 홍건석(左部中司中 哨官 望李惟馨 身死代, 出身李漢井 徐章輔 洪建錫) 등을 추천했다 한다.
묘소는 경기도 과천시 주남동 청계산 준암(蹲岩), 아버지 이종눌의 묘 아래 경좌(庚坐)에 있다. 이종눌의 묘소는 준암 사좌(巳坐)에 있다. 또한 근처 과천 준암 해좌에는 그의 종증조부 이봉좌(李鳳佐)의 묘가 있다.

## 가족 관계
- 조부 : 이최구(李最耈)
- 아버지 : 이종눌(李宗訥)
- 어머니 : 청주한씨
- 어머니 : 전의이씨
  - 형 : 이유원
- 부인 : 전주이씨, 무과 이적(李迪)의 딸, 조부는 영장(營將) 이정집(李廷火+集), 증조부는 밀성군 이식(宻城君 李木+式), 경창군 이주 7대손
  - 아들 : 이인석(李仁碩)
  - 딸 : 우계이씨
  - 사위 : 오영선(吳永善), 해주인(海州人) 부 선전 치풍(宣傳致豊)

## 같이 보기
- 이복남
- 이전
- 이태망
- 금위영
- 내금위
- 이봉래

## 참고 문헌
- 승정원일기
- 금위영등록
- 무과방목
- 일성록